# Pohřebiště lichtenštejnských panovníků

Znak Lichtenštejnů

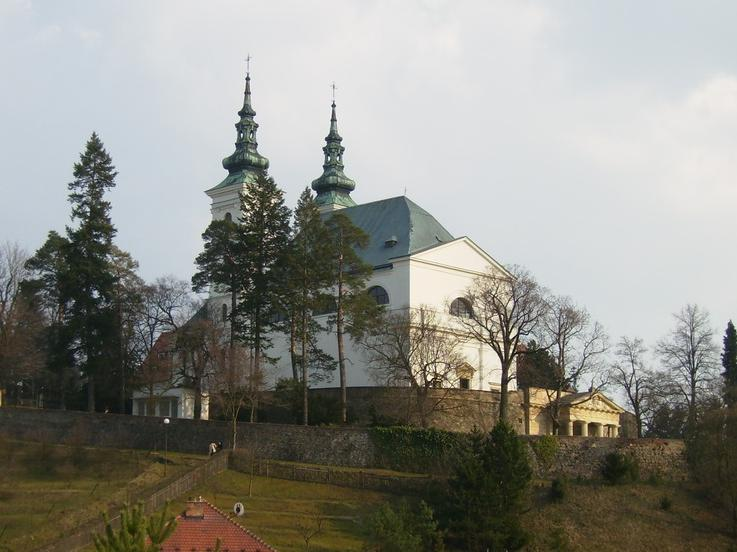
Kostel Narození Panny Marie ve Vranově u Brna

Lichtenštejnsko je samostatným knížectvím od roku 1608. Až do konce rakousko-uherské monarchie byli panovníci knížecí rodiny pohřbíváni v lichtenštejnské hrobce při kostele Narození Panny Marie ve Vranově u Brna, poblíž svých panských sídelních zámků Lednice a Valtice, poté byla zřízena nová rodinná hrobka na území Lichtenštejnska.
| Jméno                                     | Doba života | Místo pohřbení                                                   |
| ----------------------------------------- | ----------- | ---------------------------------------------------------------- |
| kníže Karel I.                            | 1569–1627   | Hrobka Lichtenštejnů ve Vranově u Brna (stará hrobka)            |
| Anna Marie Černohorská z Boskovic         | 1569–1625   | Hrobka Lichtenštejnů ve Vranově u Brna (stará hrobka)            |
| kníže Karel Eusebius                      | 1611–1684   | Hrobka Lichtenštejnů ve Vranově u Brna (stará hrobka)            |
| Johana Beatrix z Ditrichštejna a Mikulova | ?–1676      | Hrobka Lichtenštejnů ve Vranově u Brna (stará hrobka)            |
| kníže Jan Adam I.                         | 1662–1712   | Hrobka Lichtenštejnů ve Vranově u Brna (stará hrobka)            |
| Edmunda Marie z Ditrichštejna a Mikulova  | 1652–1737   | Hrobka Lichtenštejnů ve Vranově u Brna (stará hrobka)            |
| kníže Josef Václav I.                     | 1696–1772   | Hrobka Lichtenštejnů ve Vranově u Brna (stará hrobka)            |
| Anna Marie z Lichtenštejna                | 1699–1753   | Krypta v Paulanerkostel ve Vídni-Wieden (krypta se nedochovala)  |
| kníže Antonín Florián                     | 1656–1721   | Hrobka Lichtenštejnů ve Vranově u Brna (stará hrobka)            |
| Eleonora Barbora z Thun-Hohenštejna       | 1661–1723   | Krypta v Paulanerkirche ve Vídni-Wiedenu (krypta se nedochovala) |
| kníže Josef Jan Adam                      | 1690–1732   | Hrobka Lichtenštejnů ve Vranově u Brna (stará hrobka)            |
| Gabriela z Lichtenštejna                  | 1692–1713   | Hrobka Lichtenštejnů ve Vranově u Brna (stará hrobka)            |
| Marie Anna z Thun-Hohenštejna             | 1698–1716   | Hrobka Lichtenštejnů ve Vranově u Brna (stará hrobka)            |
| Marie Anna z Oettingen-Spielbergu         | 1693–1729   | Farní kostel v Hlohově ve Slezsku                                |
| Marie Anna Kotulinská z Křížkovic         | 1707–1788   | Kostel Navštívení Panny Marie v Mariabrunnu ve Vídni-Hütteldorfu |
| kníže Jan Nepomuk Karel                   | 1724–1748   | Hrobka Lichtenštejnů ve Vranově u Brna (stará hrobka)            |
| Marie Josefa z Harrachu                   | 1727–1788   | Kapucínský kostel v Roudnici nad Labem                           |
| kníže František Josef I.                  | 1726–1781   | Hrobka Lichtenštejnů ve Vranově u Brna (stará hrobka)            |
| Marie Leopoldina ze Šternberka            | 1733–1809   | Farní kostel sv. Ondřeje ve Vídni-Hütteldorfu                    |
| kníže Alois I.                            | 1759–1805   | Hrobka Lichtenštejnů ve Vranově u Brna (stará hrobka)            |
| Karolína z Manderscheid-Blankenheimu      | 1768–1831   | Hřbitov Hietzing ve Vídni, řada 2, č. 15                         |
| kníže Jan I. Josef                        | 1760–1836   | Hrobka Lichtenštejnů ve Vranově u Brna (nová hrobka)             |
| Josefa z Fürstenbergu-Weitry              | 1776–1848   | Hrobka Lichtenštejnů ve Vranově u Brna (nová hrobka)             |
| kníže Alois II.                           | 1796–1858   | Hrobka Lichtenštejnů ve Vranově u Brna (nová hrobka)             |
| Františka Kinská z Vchynic a Tetova       | 1813–1881   | Hrobka Lichtenštejnů ve Vranově u Brna (nová hrobka)             |
| kníže Jan II.                             | 1840–1929   | Hrobka Lichtenštejnů ve Vranově u Brna (nová hrobka)             |
| kníže František I.                        | 1853–1938   | Hrobka Lichtenštejnů ve Vranově u Brna (nová hrobka)             |
| Elsa von Gutmann                          | 1875–1947   | Knížecí hrobka vedle katedrály svatého Florina ve Vaduzu         |
| kníže František Josef II.                 | 1906–1989   | Knížecí hrobka vedle katedrály svatého Florina ve Vaduzu         |
| Jiřina „Gina“ von Wilczek                 | 1921–1989   | Knížecí hrobka vedle katedrály svatého Florina ve Vaduzu         |